# Nassim Chadli
Nassim Saïd Chadli (arabisch نسيم شاذلي, DMG Nasīm Šāḏilī; * 28. Juli 2001 in Bagnols-sur-Cèze) ist ein marokkanisch-französischer Fußballspieler.

## Karriere

### Verein
Chadli begann seine fußballerische Ausbildung 2017 bei Olympique Nîmes. Dort kam er 2018/19 bereits zu neun Einsätzen für das viertklassige Zweitteam. In der Saison 2019/20 spielte er dort schon 14 Mal und traf auch das erste Mal. Am 9. Mai 2021 (36. Spieltag) wurde er spät bei einem 3:0-Sieg über den FC Metz in der Ligue 1 eingewechselt und debütierte somit im Profibereich. Er spielte 2020/21 insgesamt drei Ligue-1-Spiele, ein Pokalspiel und fünf Partien mit drei Treffern in der National 2. 
Im Sommer 2021 wechselte er jedoch zum Ligakonkurrenten ES Troyes AC. Dort spielte er in der Saison 2021/22 achtmal für das Profiteam, kam aber auch oft für die zweite Mannschaft zum Zug. Ende Juli 2022 wurde er an den belgischen Zweitligisten Lommel SK verliehen. Hier spielte er bis Mitte Januar 13 Mal in der Liga, wobei er sein erstes und in jener Spielzeit einziges Profitor schoss.
Ende Januar 2023 brach er die Leihe auf eigenen Wunsch ab und wechselte über Troyes zum Zweitligisten Le Havre AC. Hier spielte er im Rest der Saison 2022/23 zweimal und schaffte den Aufstieg als Meister in die Ligue 1. Im August 2023 wurde der Spieler für eine Saison an die US Concarneau ausgeliehen. Dort spielte er aufgrund einer Oberschenkelverletzung nur 22 Mal, konnte dabei jedoch drei Tore schießen und zwei Treffer vorbereiten. Die Spielzeit beendete er mit Concarneau auf dem vorletzten Platz und somit stieg der Verein ab.

### Nationalmannschaft
Chadli spielte im März 2023 zweimal für die U23-Nationalmannschaft Marokkos, wobei er einmal traf.

## Erfolge
Le Havre AC
- Meister der Ligue 2 und Aufstieg in die Ligue 1: 2023